# Sonora (Plattenlabel)

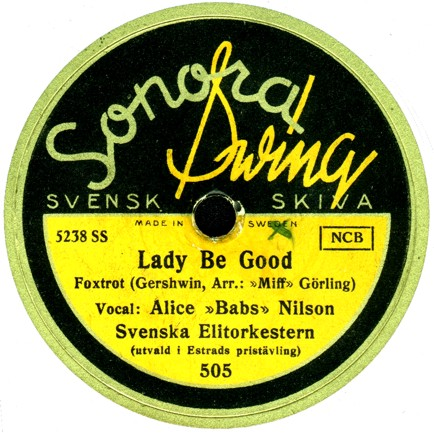
Sonora-78er aus den 1940ern mit Alice Babs: „Lady Be Good“

Sonora war ein schwedisches Plattenlabel in den Bereichen Unterhaltungsmusik und Jazz, das seit Anfang der 1930er Jahre bestand.
Das Plattenlabel Sonora wurde 1932 von Erik Ljungberg gegründet; es wurde 1958 an Philips verkauft. Sonora war das erste schwedische Plattenlabel, das einen Beitrag zum Jazz in Schweden leistete. Ab Ende der 1930er-Jahre erschien auf dem Label Swingmusik auf einer erfolgreichen Swing-Serie. Führende Orchester, die auf Sonora aufnahmen, waren Arne Hülphers und Håkan von Eichwald, ab Anfang der 1940er Jahre Thore Ehrling und Seymor Österwall. Sonora nahm auch Musik kleinerer Ensembles wie den Sonora Swing Swingers auf, die von Thore Jederby zusammengestellt und geleitet wurden, sowie die Musik der Formationen Svenska Hotkvintetten und Nisse Linds Hot-trio, sowie Solisten wie Zilas Görling, „Smyget“ Redlig und Gösta Törner. International am bekanntesten wurde die Vokalistin Alice Babs; sie war erst 15 Jahre alt, als sie 1939 ihre ersten Aufnahmen für Sonora einspielte. In den 1940er Jahren wurde sie in Schweden ein Teenager-Idol und einer der Stars des Labels. 1950 nahm das Putte Wickman Sextett den „Sonora Boogie“ auf.